# Архангело-Михайловский Зверинецкий монастырь
Арха́нгело-Миха́йловский Зверине́цкий пещерный монастырь (укр. Архангело-Михалівський Звіринецький печерний монастир) — пещерный монастырь в Киеве, в исторической местности Зверинец. Пещеры монастыря являются памятником археологии национального значения.

## История монастыря
Прямых упоминаний о монастыре не сохранилось. Предполагается, что заселение пещер монахами произошло в XI—XII веках во времена христианизации Киевской Руси. Некоторые церковные историки считают, что Зверинецкий монастырь является предшественником Выдубицкого и своим появлением обязан князю Всеволоду Ярославичу. Через некоторое время после основания большая часть братии перешла в наземный Выдубицкий монастырь, а затем, во время набегов кочевников, монастырь был разрушен, после чего не восстанавливался и был заброшен.
В конце XIX века были найдены пещеры монастыря, после чего монастырь был частично возрождён в 1913 году в качестве скита Рождества Богородицы Киево-Печерской лавры на Зверинецких пещерах. Незадолго до закрытия в конце 20-х годов XX века насчитывал до 40 насельников. Один из попечителей обители — князь Владимир Жевахов в 1924 году в скитском храме принял монашеский постриг с именем Иоасаф, а в 1926 году возглавил монастырь. Позднее рукоположён в епископы. В декабре 1937 года епископ Могилёвский Иоасаф был расстрелян под Курском. В 2002 году канонизирован Русской православной церковью как священномученик Иоасаф Могилёвский.
После советского периода запустения трудами музея истории Киева и братии Свято-Троицкого Ионинского монастыря Зверинецкие пещеры были вновь расчищены. В 1997 году возрождён скит Рождества Богородицы на Зверинецких пещерах. В 2009 году на базе Зверинецкого скита учреждён Архангело-Михайловский монастырь. С 2006 года ведётся реконструкция пещерных сооружений и строительство зданий монастыря. Были сооружены два храма и каменные входы в пещеры. Роспись входа-крипты в пещеры велась с августа 2012 года по март 2013-го. Из храмовых сооружений полностью расписан лишь храм преподобных отцов Зверинецких.

## Храмы монастыря
В настоящее время монахами Зверинецкой обители проводятся ежедневные богослужения как в пещерах, так и в двух надземных церквях. Для богослужений используются пещерная церковь во имя Чуда Архангела Михаила в Хонех и храм в честь Собора преподобных отцов Зверинецких, расположенный над входом в пещеры. В соборной церкви проводятся воскресные и праздничные богослужения.

### Храм собора преподобных отцов Зверинецких
Сооружен в 2007-2010 годах над входом в пещеры. Внешний вид и интерьер однокупольного храма (в частности, оригинальный мраморный иконостас) построен в византийском стиле и напоминает архитектуру церквей Афона.

### Собор во имя иконы Божией Матери — Всех скорбящих Радость
Храм трехкупольный с небольшой звонницей, выдержанный в стилистике древнерусского зодчества. Главный алтарь освящен в честь иконы Божией Матери «Всех скорбящих Радость». По состоянию на 2014 год строительство завершено, продолжаются отделочные работы в интерьерах. В цокольном помещении с апреля 2011 года размещается нижний придел в честь святителя Иоасафа Белгородского и священномученика Иоасафа Могилевского, его освящение состоялось 2 декабря 2013 года..

## Предания монастыря
Согласно одной из версий, в пещерах скита могла храниться легендарная «Библиотека Ярослава Мудрого».

## Галерея

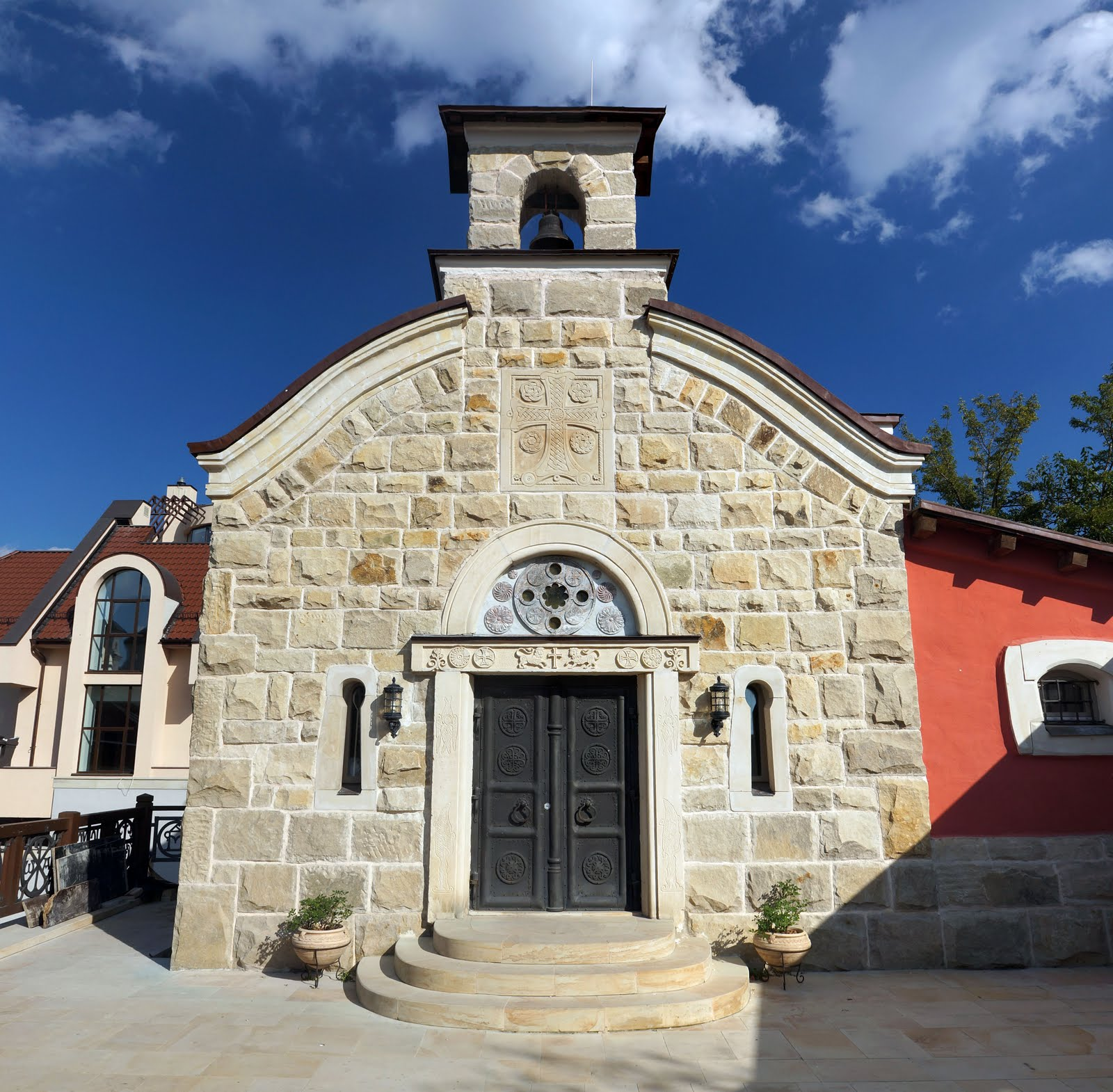
Церковь во имя Собора преподобных отцов Зверинецких
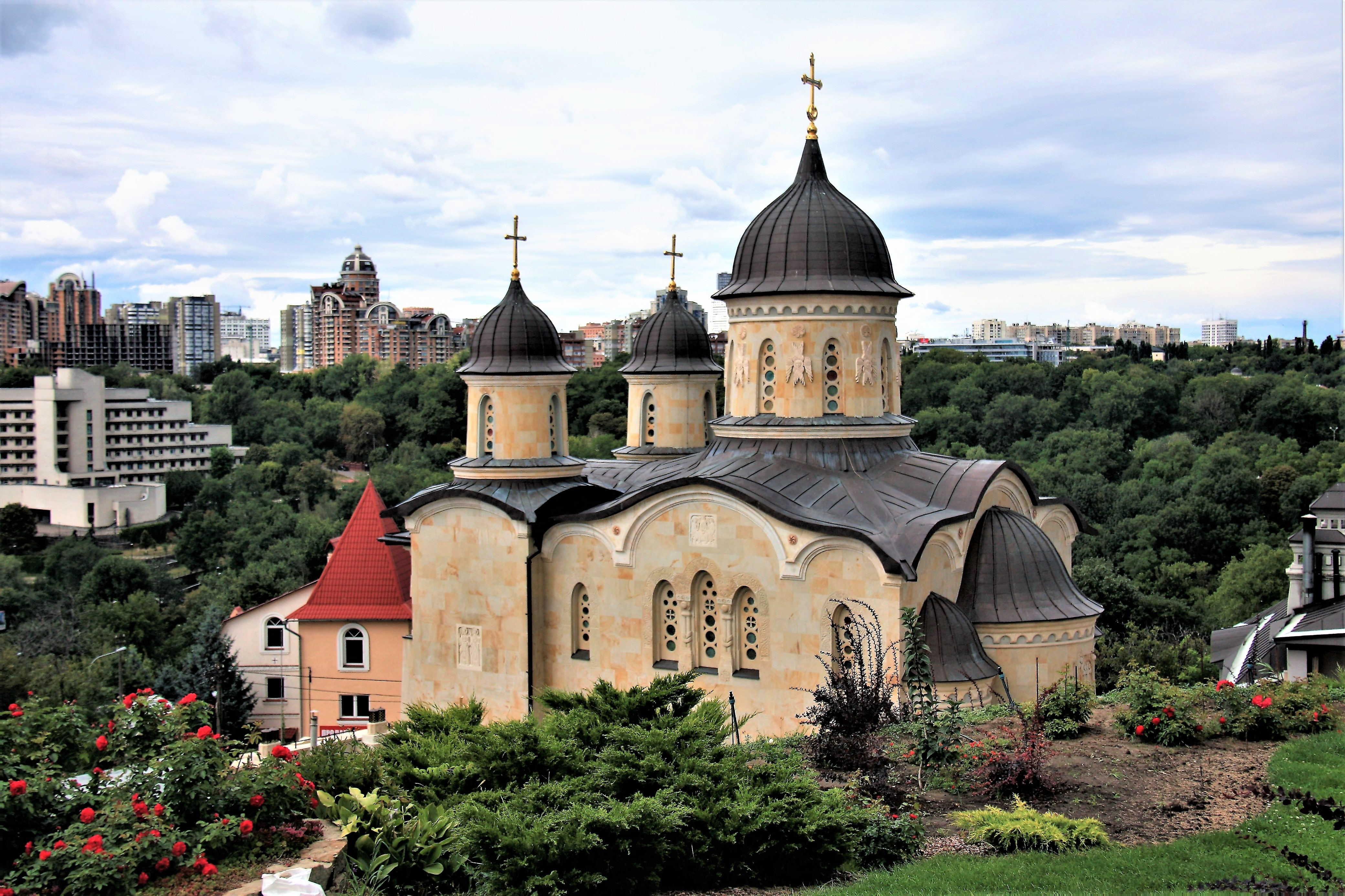
Собор Божией Матери - Всех скорбящих Радости
Мозаика центрального купола собора
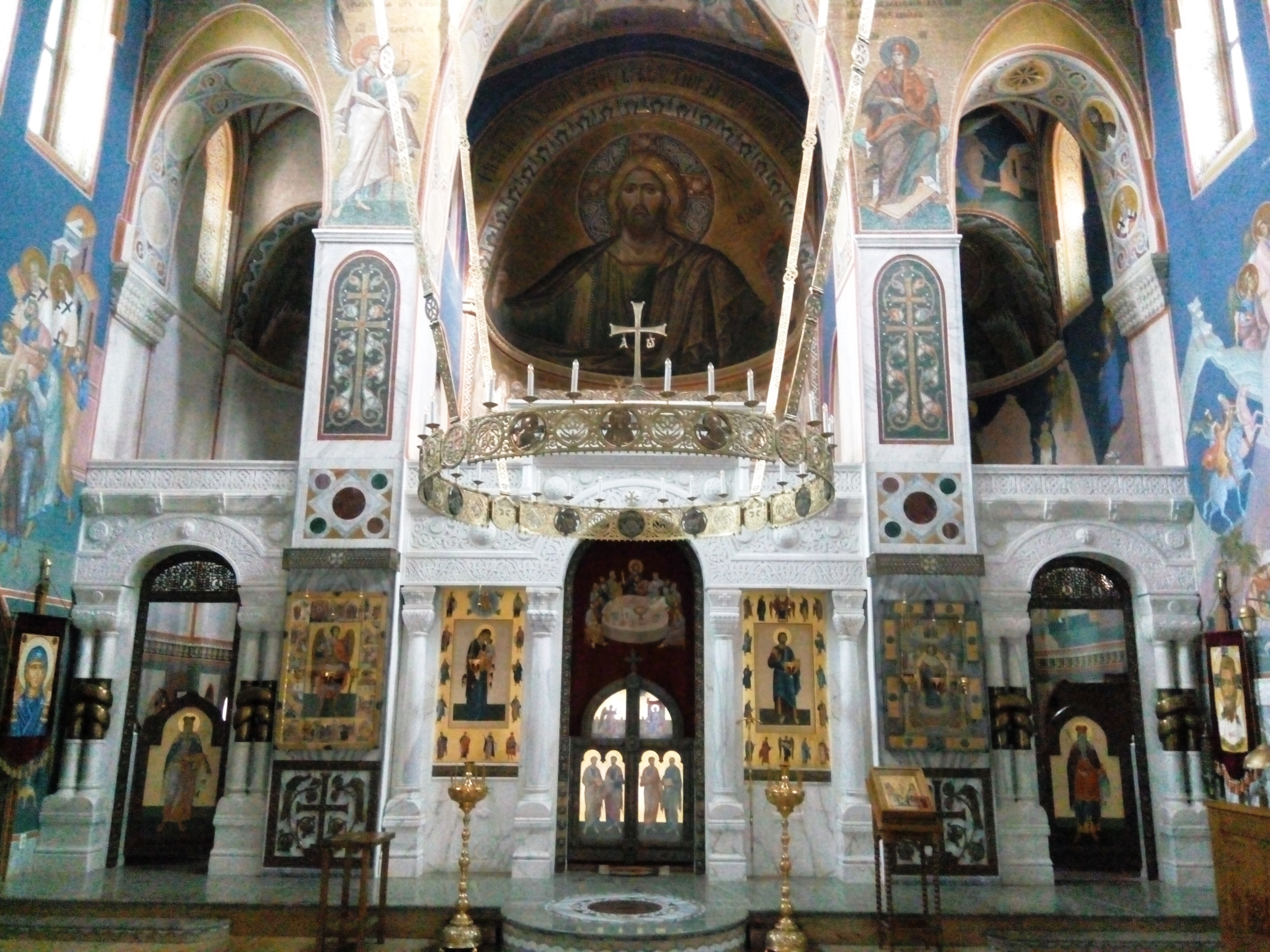
Интерьер
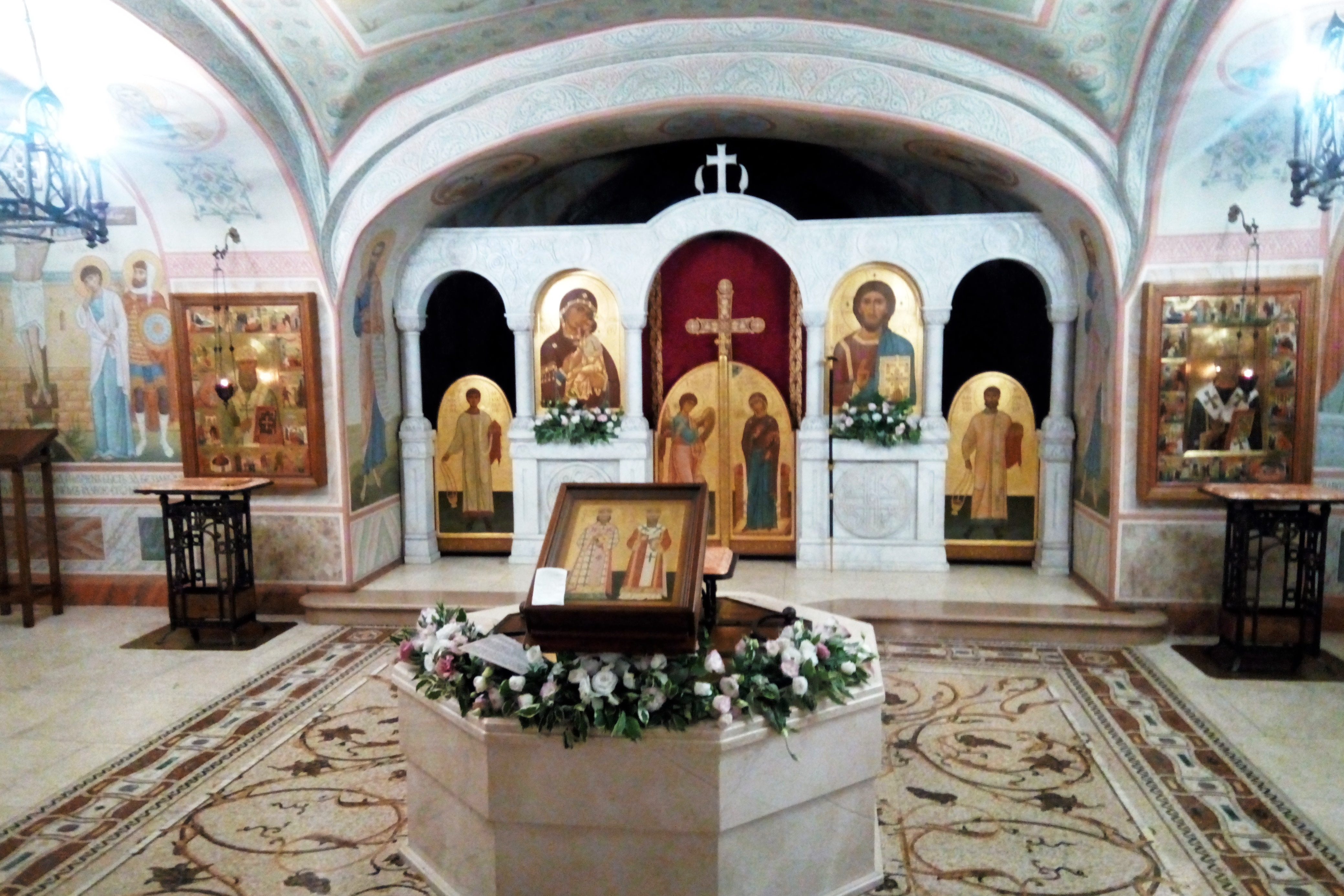
Иконостас нижнего храма
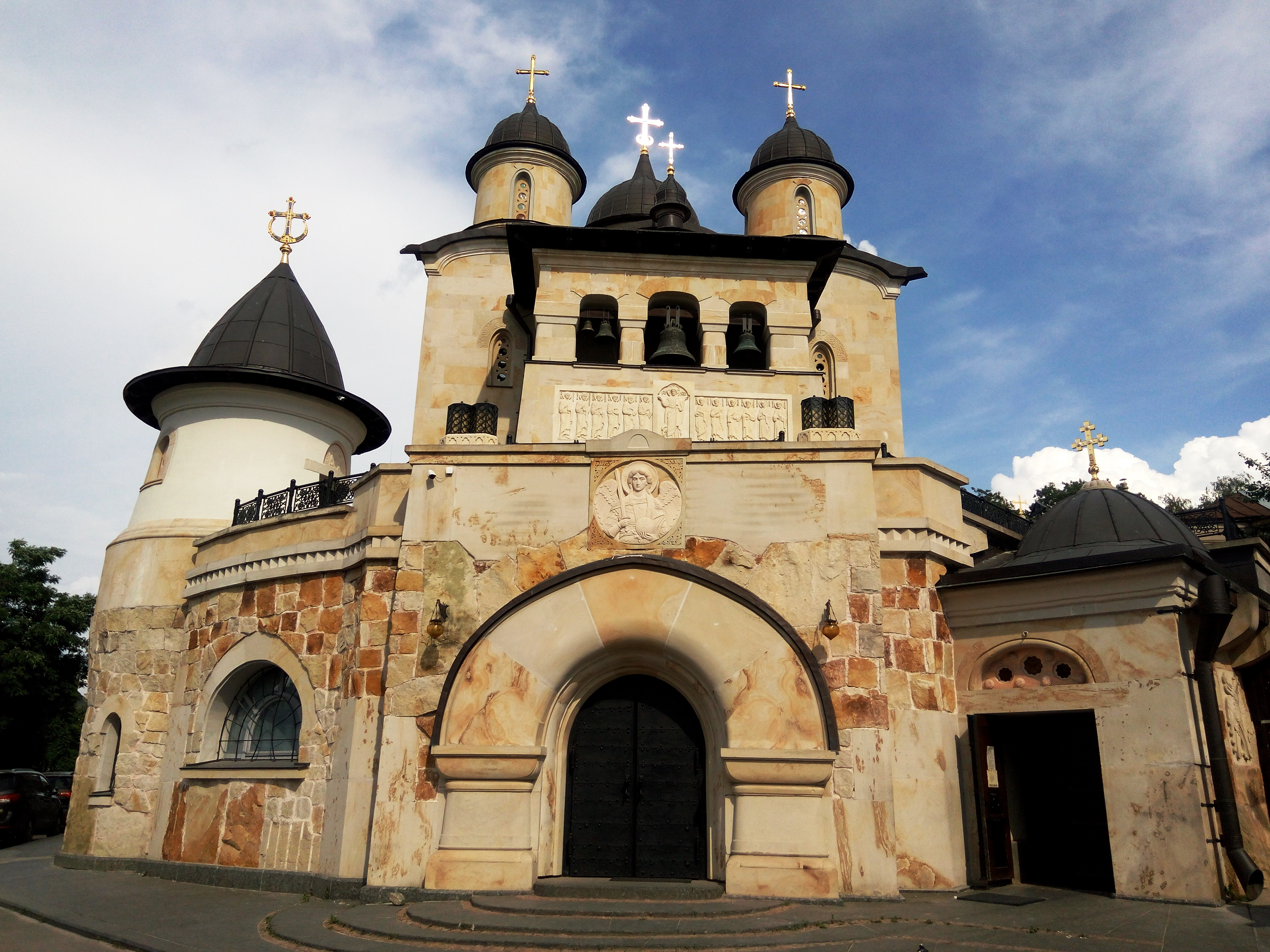
Западные ворота после реконструкции